# Hermann Glöckner

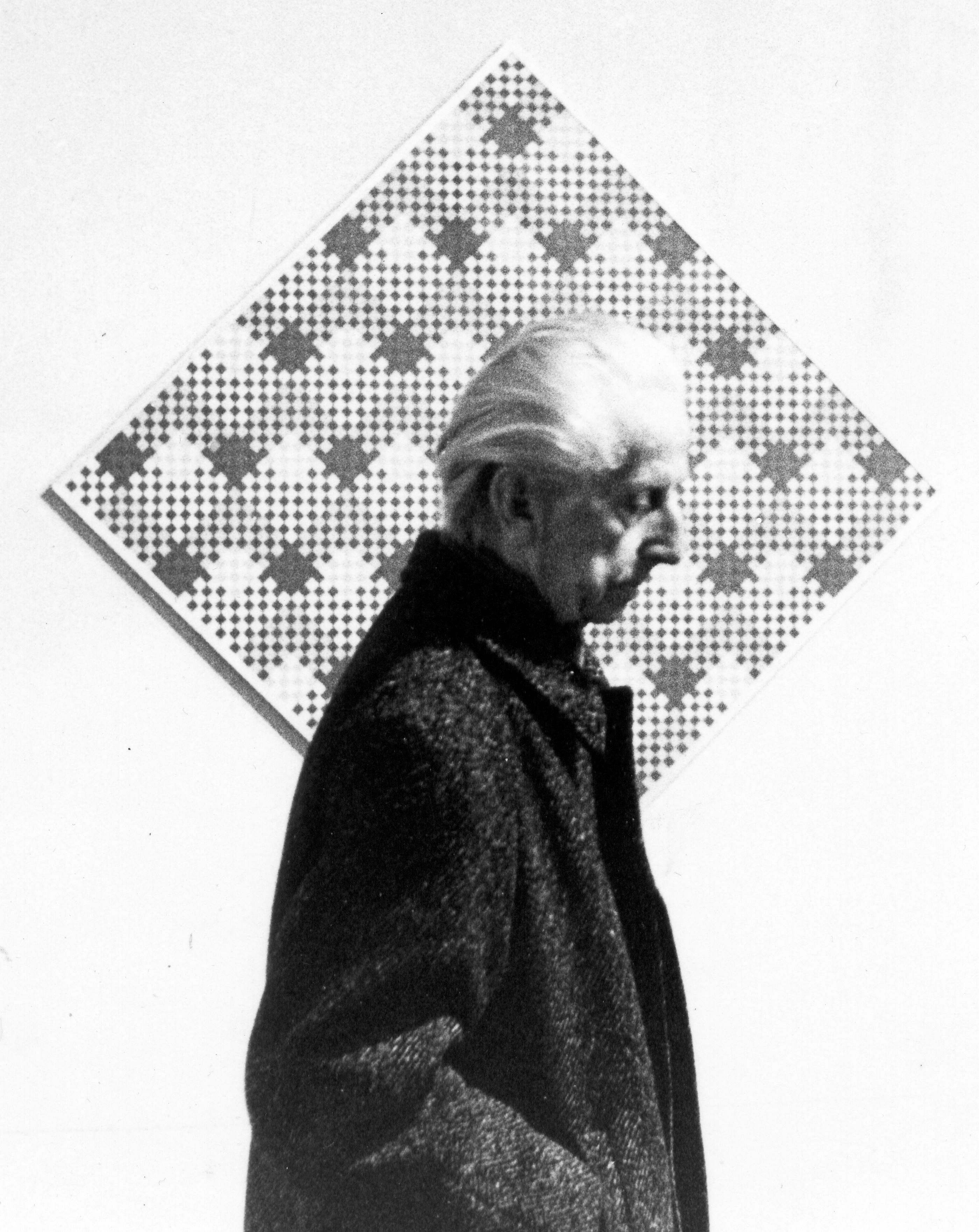
Hermann Glöckner voor een werk van Horst Bartnig in een privétentoonstelling in Dresden in 1974

Hermann Glöckner (Cotta bij Dresden, 21 januari 1889 – Berlijn, 10 mei 1987) was een Duitse schilder, beeldhouwer en graficus. Hij was een belangrijk vertegenwoordiger van het Oost-Europese constructivisme.

## Leven en werk

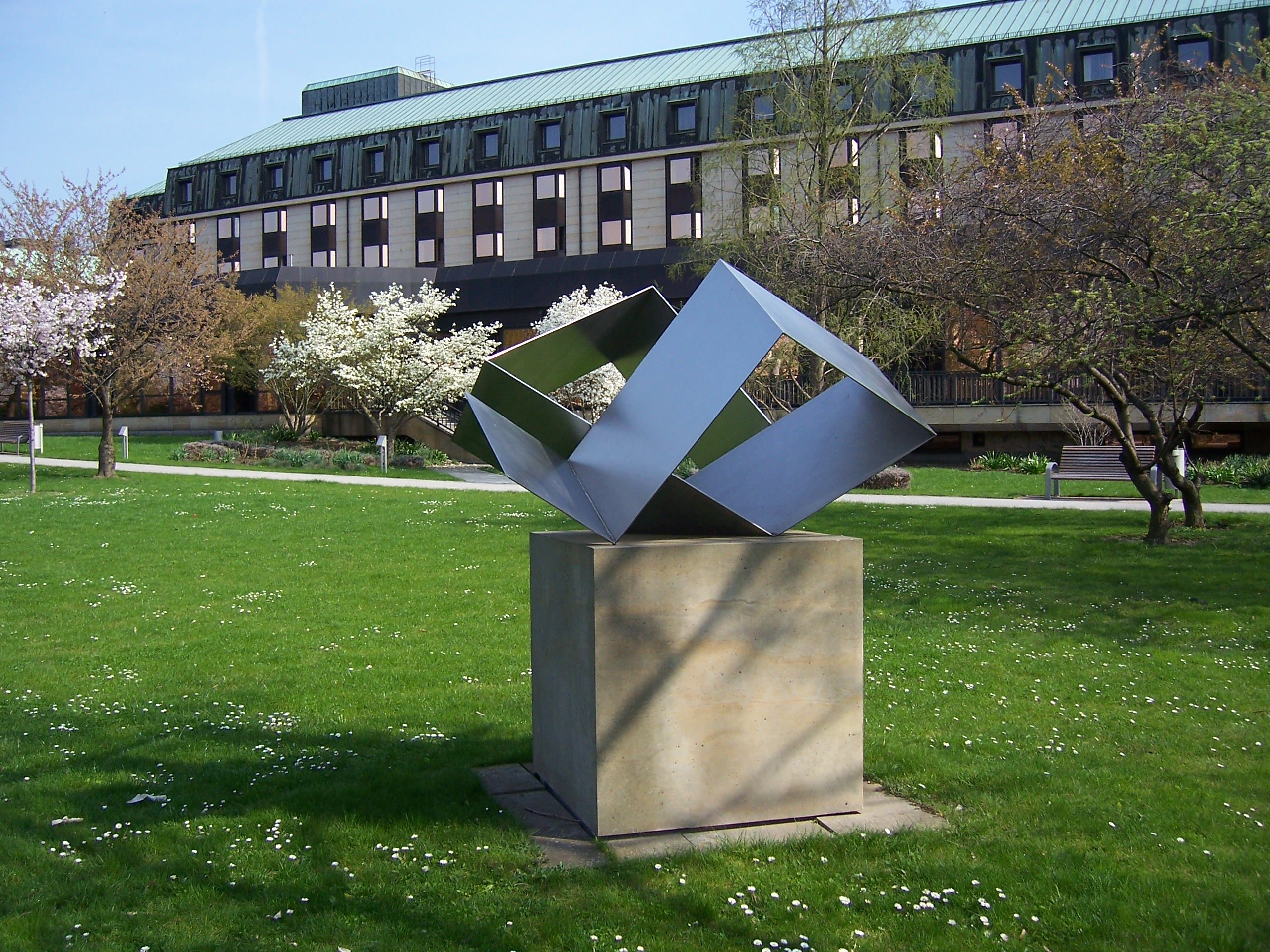
Gebrochenes Band, Dresden

Glöckner bezocht van 1904 tot 1907 de Städtische Gewerbeschule in zijn geboortestad Dresden, waar hij werd opgeleid tot textielontwerper. Tot 1910 was hij werkzaam als patroonontwerper, maar hij volgde van 1904 tot 1911 avondcursussen bij Karl Rade aan de kunstnijverheidschool. Hij besloot in 1910 kunstenaar te worden, maar de kunstacademie wees hem bij monde van Carl Bantzer af, waarna hij voor een modeatelier weer patroontekenaar werd. Gedurende de Eerste Wereldoorlog was hij in militaire dienst. Hij vocht in 1915 aan het Oostfront en vanaf 1916 in Frankrijk aan de Somme en in Vlaanderen en maakte alle verschrikkingen van de oorlog mee.
Na de oorlog had hij een eerste expositie bij de Künstler-Verein in Dresden met zijn schilderij Junger Mann en hij waagde een tweede poging tot de academie te worden toegelaten. De poging mislukte weer. Hij maakte kennis met de groep avantgardistische kunstenaars rond Felix Bondo (onder anderen Adolf Hölzel, Paul Klee en Wassily Kandinsky). In 1921 huwde hij zijn nicht Frieda Paetz en in 1923 slaagde zijn derde poging aan de academie te gaan studeren. Van 1923 tot 1924 studeerde hij schilderkunst bij de traditionele schilder Otto Gußmann aan de Akademie der Bildenden Künste in Dresden, maar zijn experimentele stijl werd niet geapprecieerd en hij verliet de academie na een jaar. Hij exposeerde in 1927 bij Galerie Hartberg in Berlijn en werd lid van de Deutsche Künstlerbund. Exposities volgden in Hagen, Hannover, Keulen, Mannheim en Stuttgart. In 1932 werd hij lid van de heropgerichte Dresdner Sezession, waarmee hij in 1932 en 1933 exposeerde. In deze periode ontstonden zijn eerste Faltungen.
In 1936 werd een expositie waaraan hij deelnam in Hamburg voortijdig gesloten. Zijn werk vond geen genade in de ogen van de nazi's en het werd hem onmogelijk gemaakt te exposeren.

Der Faschismus hat mich abgestoßen, hat mich vollends in die Einsamkeit getrieben, obwohl ich schon immer ein wenig einsam war.(Herman Glöckner)

Hij verdiende de kost door de decoratie te verzorgen van bouwprojecten in Dresden met de sgraffiti-techniek. In 1945 ging zijn woning en daarmee een groot deel van zijn werken verloren bij het geallieerde Bombardement op Dresden. Tussen 1945 en 1948 behoorde hij tot de kunstenaarsgroepering der ruf en tot 1951 kon hij ongestoord werken. Vanaf 1951 werd hij ten gevolge van de in de Duitse Democratische Republiek gevoerde zogenaamde Formalismusstreit weer van het kunstbedrijf uitgesloten. Ook nu week de kunstenaar uit naar sgraffito-werk, onder andere in Radebeul. Samen met zijn echtgenote, die ook kunstenares was. Frieda Glöckner overleed in 1968.
Pas in 1969 volgde een gedeeltelijke rehabilitatie met een tentoonstelling van zijn grafische werk in het Kupferstichkabinett Dresden en de Biennale Konstruktive Kunst in Neurenberg, gevolgd door een permanent uitreisvisum voor de Bondsrepubliek Duitsland in 1970. Andere internationale exposities vonden plaats in Schiedam (Stedelijk Museum Schiedam, 1973) en Stuttgart (Der Konstruktivismus und seine Nachfolger, 1974). In 1977 vertegenwoordigde hij de DDR met de tentoonstelling Präsentation sozialistischer Staatskunst tijdens documenta VI in Kassel. Vanaf 1979 verbleef hij halfjaarlijks in West-Berlijn, waar hij kennismaakte met Anton Stankowski, bij zijn nieuwe levensgezellin Traude Stürmer en in 1984 verhuisde hij zijn woonhuis en atelier naar Dresden-Loschwitz. In 1984 kreeg hij de opdracht een ontwerp uit te voeren bij de Technische Universität Dresden, de Mast mit zwei Faltungszonen en in 1985 werd zijn sculptuur Gebrochenes Band geplaatst in het park van Hotel Bellevue op de oever van de Elbe. Gedurende zijn laatste levensjaar verbleef Glöckner bij zijn levenspartner in West-Berlijn, waar hij in 1987 overleed. Hij werd begraven op het Löchwitzer Friedhof in Dresden-Lochwitz.
Enkele van zijn schilder- en beeldhouwwerken maken deel uit van de collectie van de Galerie Neue Meister en de Skulpturensammlung van het in 2010 heropende museum Albertinum in Dresden.

## Sgraffito in Radebeul
- 1937: Zum Bürgergarten en Sportkegelbahn, Kötitzer Straße 2
- 1937: Rauchutensilien en Tabakwaren, Meißner Straße 443
- 1938: Wandsonnenuhr, Bodelschwinghstraße 10
- 1938: Weinbaumotiven, Wichernstraße 21
- 1955: Sgraffito Glöckner, Turnerweg 1
- 1950-1959: Großes Weinstuben, Altkötzschenbroda 64

## Enkele beeldhouwwerken
- Untere Faltungszone vom Mast (1975), Skulpturensammlung van het Albertinum
- Durchbruch (1980/82), Bundeshaus in Bonn
- Mast mit zwei Faltungszonen (1984), Technische Universität in Dresden
- Gebrochenes Band (1983/85), Hotel Bellevue, Elbeufer in Dresden
- Zwei einander durchdringende Scheiben (1987), Beeldenpark van het Quadrat Bottrop in Bottrop

## Fotogalerij

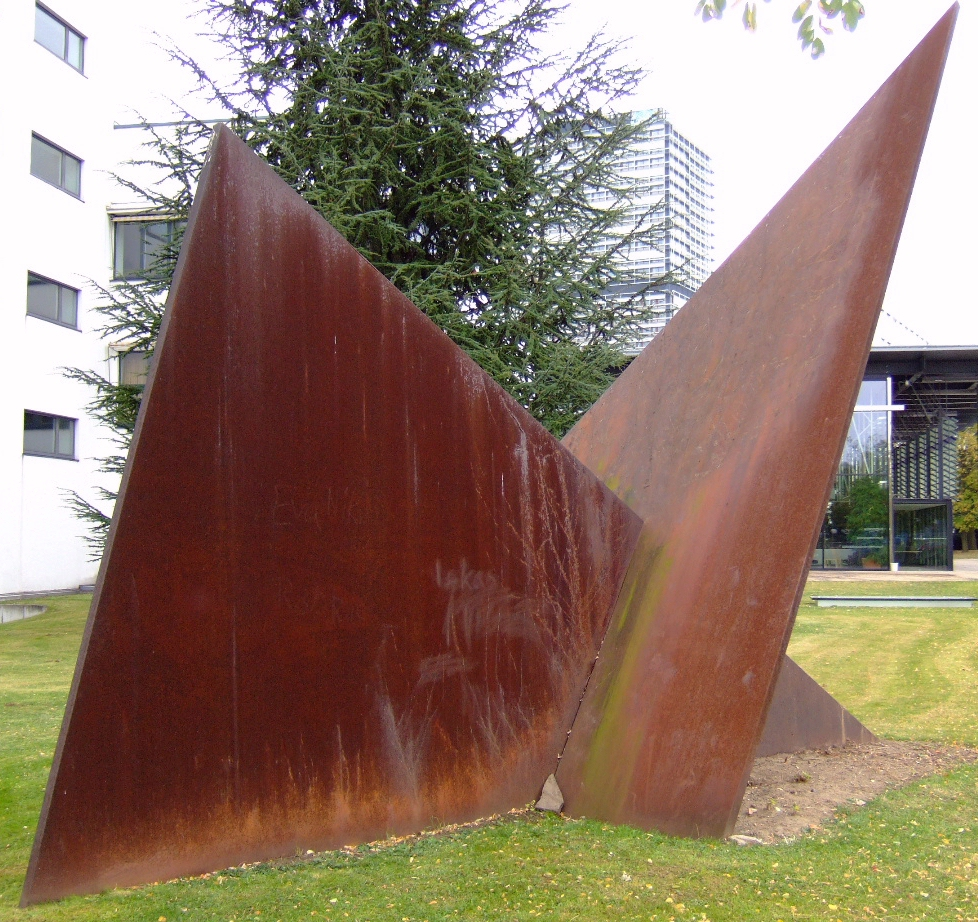
Durchbruch (1980/82)
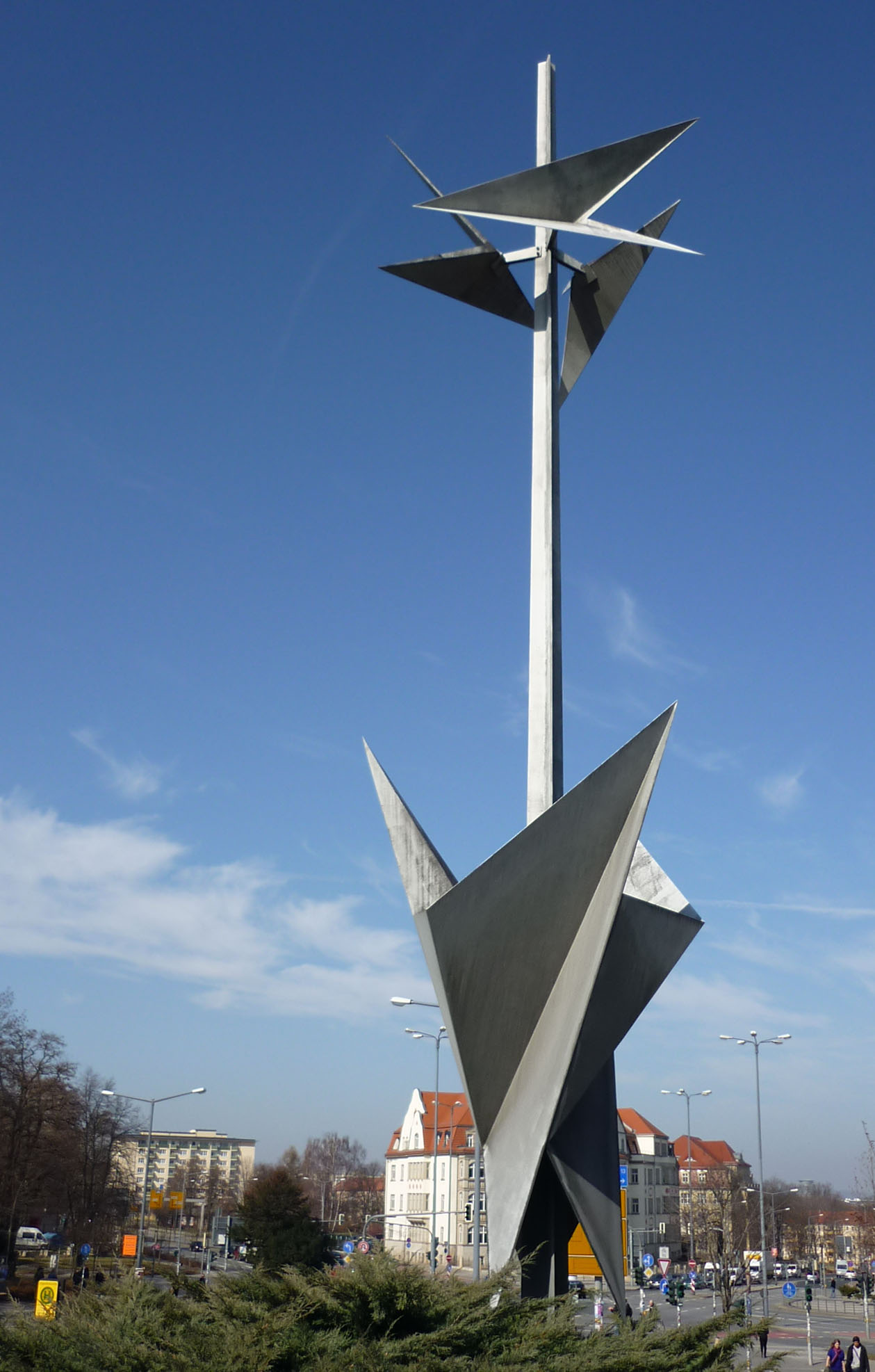
Mast mit zwei Faltungszonen (1984)
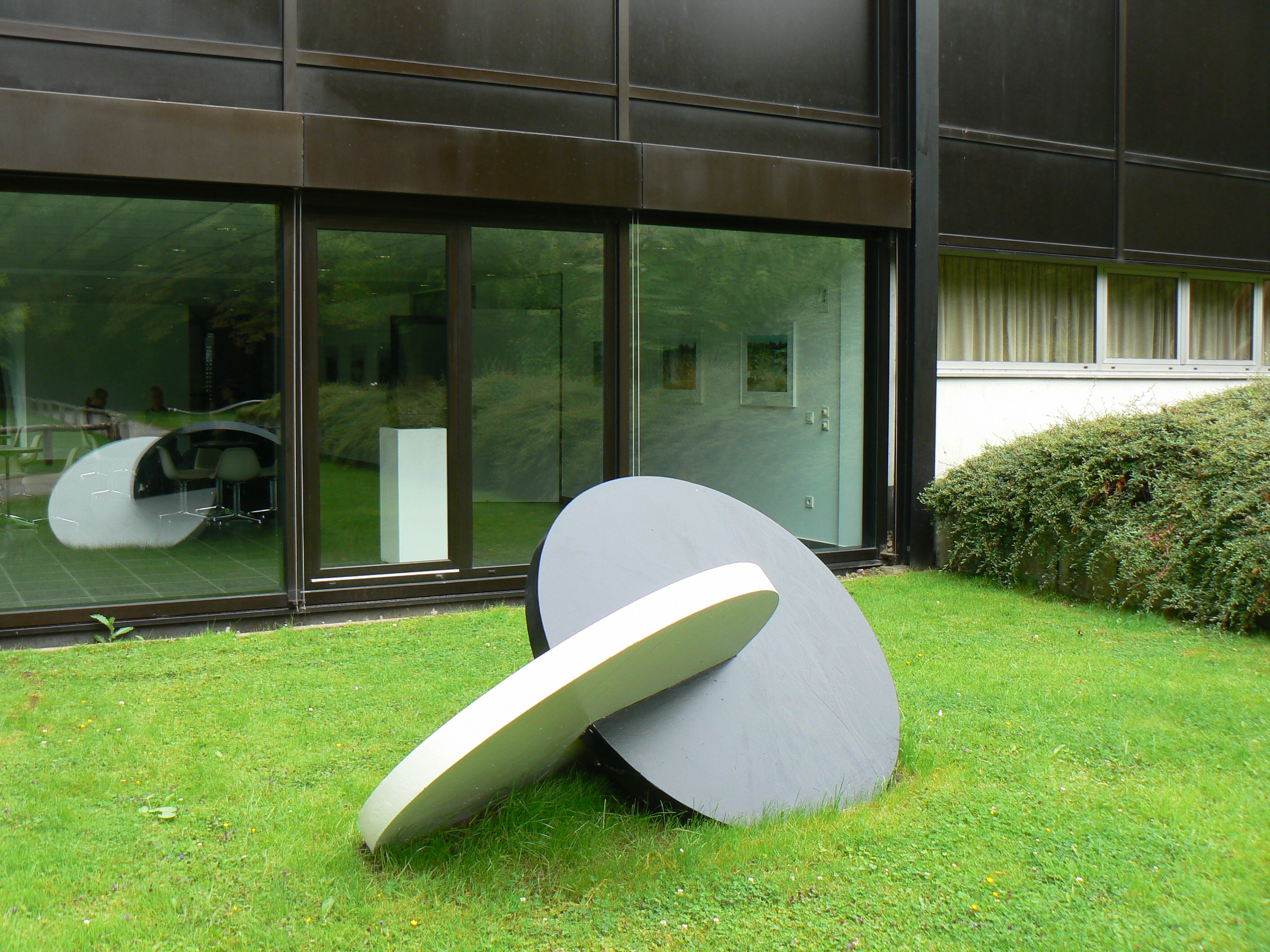
Zwei einander durchdringende Scheiben (1987)